# 松前昆布
松前昆布（まつまえこんぶ）とは、以下に列記される意味の言葉である。
1. 北海道松前町を産地とする昆布のこと。
2. 昆布を細切りにしたもの。松前漬けなどに用いる。
3. 昆布を薄く板状に削いだ白板昆布の別称。おぼろ昆布の一種。

元々は江戸時代に、松前藩が全国に昆布を流通させたことから、「松前」が昆布を用いた料理を指す言葉になった経緯がある。
関西で作られる押し寿司（バッテラ）をくるむ白板昆布のことを指すのは、江戸時代の昆布が大阪を中心に流通しており、そこから転じて後に「松前昆布」と言われるようになったため。